# Прощание с весной
«Прощание с весной»; иное русское название — «Весенние птицы» (яп. 惜春鳥, сэкисюнтё; англ. The Bird of Springs Past) — японский фильм-драма режиссёра Кэйсукэ Киноситы, вышедший на экраны в 1959 году. Фильм рассказывает о пятерых друзьях, встретившихся спустя два года после окончания школы. Поначалу они были рады встрече, но постепенно понимают, что дистанцировались друг от друга из-за внешних влияний, таких как любовь, организованные браки, предательство и деньги.

## Сюжет
Спустя два года после окончания школы из столицы в город Аидзувакамацу возвращается Наодзи Ивагаки, которого с радостью встречают четверо друзей-одноклассников. Два года назад Ивагаки повезло, он, парень из бедной семьи по протекции местного филантропа уехал учиться в Токио, но не выдержал соблазнов, завёл шашни со служанкой своего покровителя, бросил учёбу, начал приворовывать. Теперь, оказавшись на мели, он вернулся в родной город и поселился в рёкане (гостинице), принадлежащей матери своего одноклассника Такуи Минэмуры. Такуя — богатый маменькин сынок, но и у него свои проблемы. Вдовствующая мамаша нещадно тиранит сына, понимая, что он полностью зависит от неё. В похожем состоянии находится их третий приятель Ясуо Макита. Он — сын богатого ростовщика и его любовницы. У законной жены его папаши есть племянница Ёко, в которую Ясуо влюблен, но понимает, что ни его мать, ни её мать не дадут согласия на их брак. Пока Ясуо не спешит как-то разобраться со своей любовью, его возлюбленную Ёко  решают сосватать за его одноклассника и друга, четвёртого в этой пятёрке друзей, Кодзо Тэсироги — парня из бедной, но зато самурайской семьи. И хотя Тэсироги не любит Ёко, но понимает, что их брак — прекрасный шанс улучшить материальное положение. Ради этой цели он готов наступить на принципы и предать дружбу. Пятый герой этой истории — хромой калека Масуги. Парень тоже не бедный, но при этом обделенный здоровьем и красотой.
Свою встречу, пятёрка друзей отметила вечеринкой с гейшами, а на следующий день отправились почтить местную святыню — могилу «Белых тигров», 19-ти мальчишек, которые совершили сэппуку, предпочтя умереть, но не сдаться будущим реформаторам Мэйдзи. Здесь, у могилы «Белых тигров» четверо из них (кроме хромого) станцевали танец с мечами. Но за прошедшие два года многое изменилось, и радость встречи сменяется предательством, обидами и недопониманием. В то время как Тэсироги пытается украсть любимую у Макиты, Ивагаки крадёт у Минэмуры дорогие швейцарские часы. Узнав, что Ивагаки находится в розыске, Тэсироги доносит на него в полицию и парня арестовывают. Масуги не может понять предательства дружбы и желает поколотить Тэсироги, вызвав его на поединок.
Есть в сюжете и ещё одна линия: трагическая история любви дяди Макиты — Эйтаро, который когда-то влюбился в местную гейшу Мидори и они вдвоём убежали в столицу. Но так как у гейши есть обязательства перед хозяйкой, та заявила в полицию, и Мидори пришлось вернуться принудительно. Затем Эйтаро приехал тем же поездом, что и Ивагаки. Больной, без гроша в кармане и никому не нужный, он поселяется в доме своей сестры, которая только ворчит в его адрес, так как не очень-то желает его присутствия. Лишь племянник Ясуо сочувствует дяде и устраивает его встречу с Мидори. Эта встреча становится роковой. Эйтаро и Мидори вновь убегают и совершают двойное самоубийство.

## В ролях
- Кэйдзи Сада — Эйтаро Макита
- Инэко Арима — Мидори
- Масахико Цугава — Ясуо Макита
- Акира Исихама — Кодзо Тэсираги
- Тоёдзо Ямамото — Акира Масуги
- Кадзуя Косака — Такуя Минэмура
- Юскэ Кавадзу — Наодзи Ивагаки
- Юкиё Тоакэ — Ёко Момодзава
- Нидзико Киёкава — мать Такуя
- Мицуко Сакура — Кикутаро
- Мурасаки Фудзима — мать Ясуо
- Сэйдзи Миягути — отец Акиры
- Тэруко Киси — Танэ Момодзава
- Ясуси Нагата — Хэйдзабуро Онидзука
- Тисю Рю — отец Кодзо
- Дзюндзабуро Бан — Юкити

## Премьеры
- — 28 апреля 1959 года состоялась национальная премьера фильма в Токио[1]

## Награды и номинации
Кинопремия «Кинэма Дзюмпо» (1960)
- номинация на премию за лучший фильм 1959 года, однако по результатам голосования кинолента заняла лишь 24 место.

## Комментарии
1. ↑  Русское название «Весенние птицы» — перевод с оригинального японского названия, распространено в советском киноведении, например в книге «Режиссёрская энциклопедия: Кино Азии, Африки, Австралии, Латинской Америки» (стр. 56), под названием «Прощание с весной» фильм вышел в русском переводе на торрент-трекерах в сети — это название исходит от английского названия в прокате США: Farewell to Spring.